# Tour Matafère
La tour Matafère est une tour construite par Charlemagne vers 790 près de l'emplacement de l'actuelle Aigues-Mortes, afin de défendre la côte. Son importance historique tient au fait qu'elle marque le début de l'histoire de la ville, car à l'époque, il n'y avait à défendre que les pêcheurs et les ouvriers travaillant dans les marais salants des environs.  
Le nom de la tour proviendrait d'ailleurs des eaux stagnantes qui l'environnaient ; en effet, au VIIIe siècle, l'emplacement où se trouvait Aigues-Mortes était déjà au-dessus du niveau de la mer, et ce n'est donc pas celle-ci qui explique le nom de la tour. 
Il a longtemps été cru que c'était sur l'emplacement de cette tour, détruite plus tard, que Saint Louis fit construire ensuite la tour Constance. Cependant, il est admis aujourd'hui que cette interprétation de la localisation de la tour découlait d'un acte apocryphe rédigé par les moines de Psalmodi afin de légitimer certaines prétentions territoriales. 